# Roberto Bertol
Roberto Bertol Garrastazu fue un futbolista español. Nació en Lizarza (Provincia de Guipúzcoa) el 2 de diciembre de 1917. 
Fue una pieza clave del gran Athletic Club de la década de 1940. Es el abuelo de Mikel Kortina, futbolista formado en el Athletic Club.

## Trayectoria
Roberto Bertol nació en Lizarza, un pequeño pueblo de Guipúzcoa cercano a la frontera con Navarra. Sus primeros pasos como futbolista los dio en el modesto equipo de su pueblo. Cuando estalló la guerra civil española (1936) tenía tan solo 18 años y medio de edad. Como tantos jóvenes de su edad Bertol se vio obligado a combatir en la guerra. Cuando finalizó en 1939, jugó en la SD Deusto de Bilbao equipo que se proclamaría campeón de Vizcaya de aficionados ese año.
Al terminar la guerra civil, el Athletic Club se vio obligado a reconstruir el equipo casi desde cero, ya que la mayor parte de los jugadores, que se habían proclamado campeones de Liga en 1936, estaban retirados o exiliados. Para ello inició una campaña en la que se buscaron nuevos jugadores que despuntaban en los equipos vizcaínos de segunda fila. Bertol fue uno de los jugadores seleccionados en aquella campaña de búsqueda de talentos, siendo uno de los primeros en llegar al nuevo Athletic. El debut de Bertol en la Primera división española se produjo el 3 de diciembre de 1939, con 22 años recién cumplidos.
La carrera como futbolista profesional de Bertol se prolongó durante más de 10 años en las filas del Athletic Club, entre la temporada 1939-40 y la 1949-50. Durante esos años se formó uno de los mejores equipos de la historia del Athletic, el conocido como equipo de la segunda delantera histórica (Iriondo, Venancio, Zarra, Panizo y Gaínza). Bertol fue una de las piezas claves en aquel equipo, especialmente entre las temporadas 1942-43 y 1948-49, aunque su papel como centrocampista se quedara en un segundo plano. Bertol fue un medio defensivo que aportaba al equipo grandes dosis de lucha y pundonor sobre el campo. En la parte final de su carrera ejerció además como capitán del equipo, debido a su carisma y veteranía. El palmarés de Bertol incluye un título de Liga (1942-43), dos subcampeonatos de Liga (1940-41 y 1946-47), 4 títulos de Copa (1943,1944,1945,1950) y dos subcampeonatos de Copa (1942 y 1949). Bertol participó en las finales de Copa de 1942, 1944, 1945 y 1949.
Tras 186 partidos defendiendo la camiseta del Athletic Club, durante 11 temporadas, Bertol jugó su último partido oficial en Liga el 9 de octubre de 1949. En total, disputó 247 partidos oficiales. Se le tributó un homenaje de despedida el 21 de diciembre de 1950 en el Estadio San Mamés. 
Su hermano Esteban Bertol también jugó en un equipo filial del Athletic Club, el Arenas Club de Getxo. Los dos hermanos coincidieron en un partido emblemático en San Mamés, ambos como capitanes de sus respectivos equipos, disputado el 6 de enero de 1949.

### Selección nacional
Bertol fue llamado a jugar con la Selección de fútbol de España en dos ocasiones. Su debut como internacional fue el 26 de enero de 1947 en el partido amistoso Portugal 4 - 1 España, con 29 años. Su segundo y último partido lo jugó el 20 de junio de 1948, en Suiza, donde empató a 3.

## Clubes
| Club          | País   | Año       |
| ------------- | ------ | --------- |
| Lizarza       | España | ¿?-¿?     |
| SD Deusto     | España | 1939      |
| Athletic Club | España | 1939-1950 |

## Palmarés

### Campeonatos nacionales
| Título                | Club          | País   | Año  |
| --------------------- | ------------- | ------ | ---- |
| Liga Española         | Athletic Club | España | 1943 |
| Copa del Generalísimo | Athletic Club | España | 1943 |
| Copa del Generalísimo | Athletic Club | España | 1944 |
| Copa del Generalísimo | Athletic Club | España | 1945 |
| Copa del Generalísimo | Athletic Club | España | 1950 |